# Långbyxor m/1895

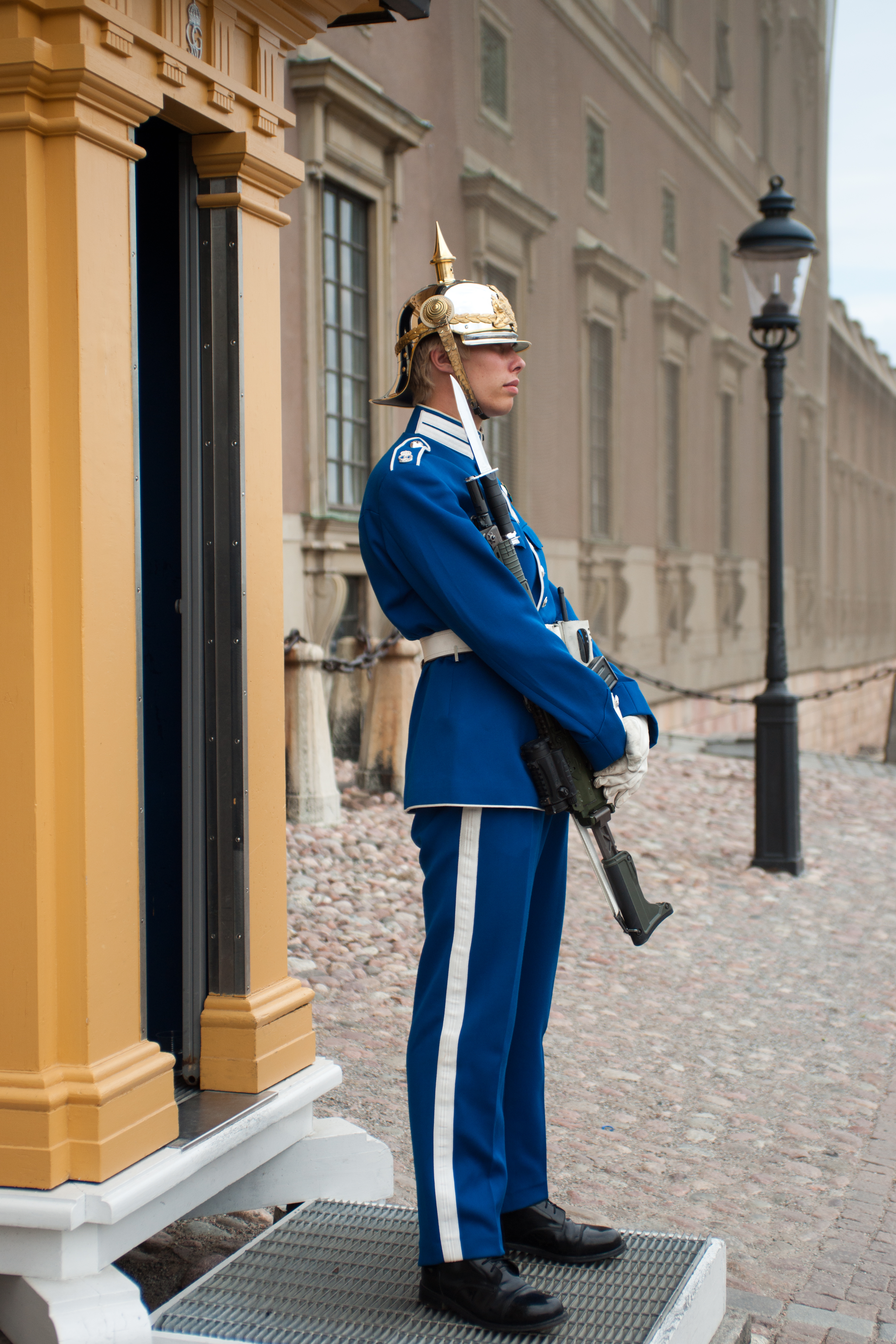
Högvakt ur Livgardets Livskvadron iförd långbyxor m/1895 för manskap vid Livregementet till häst (K 1).

Långbyxor m/1895 är en långbyxa som används inom Försvarsmakten och som togs fram som en del av uniform m/1895. Ursprungligen användes den av dragonerna och trängtrupperna men används idag bara av Livgardets beridna delar i samband med högvakt och annan statsceremoniell verksamhet.

## Utseende
Byxan finns i två modeller.

### Modell I
Modell I var av mellanblått kläde (samma som vapenrock m/1895 för kavalleriet). Officerare hade en något ljusare nyans än manskapet. Knapparna i gylfen har idag ersatts av blixtlås. Vid sidorna finns två snedställda fickor. Revär i yttersömmen från linningens överkant till byxbenets nedre kant av 35 mm silvergalon för officerare, vitt för manskap.
Andra dragonregementen hade en 1 cm bred galon i vitt för manskap eller silver för officerare, undantaget K 2 som förde 2 cm bred galon i vitt eller silver. Husarregementena K 4, K 5 och K 7 hade däremot en 1 cm bred galon i gult för manskap och guld för officerare. Deras ridbyxor var oftast i ett mörkblått kläde likt deras dolma m/1895 som bars som ytterplagg.

### Modell II
Modell II var likadan som modell I, fast av mörkblått kläde (samma som vapenrock m/1895 för trängen). Officerarna hade en 1 cm bred ljusblå revär medan manskapen hade en 2-3 mm bred ljusblå passpoal.

## Användning
Modell I används än idag av Livgardets Livskvadron samt Livgardets dragonmusikkår vid statsceremoniell verksamhet till fots eller tillfällen då tjänsten kräver uniform modell äldre. Till detta används bland annat vapenrock m/1895, hjälm m/1879-1900-1928 (vid trupp) eller mössa m/1865-1899 (daglig dräkt).
Husarregementena K 4, K 5 och K 7 bar däremot sina långbyxor till dolma m/1895 och husarmössa m/1895.
Modell II användes ursprungligen vid trängtrupperna men är nu tagna ur bruk. Trängen använde då vapenrock m/1895, hjälm m/1885 (vid trupp) eller mössa m/1865-1899 (daglig dräkt).

## Fotografier

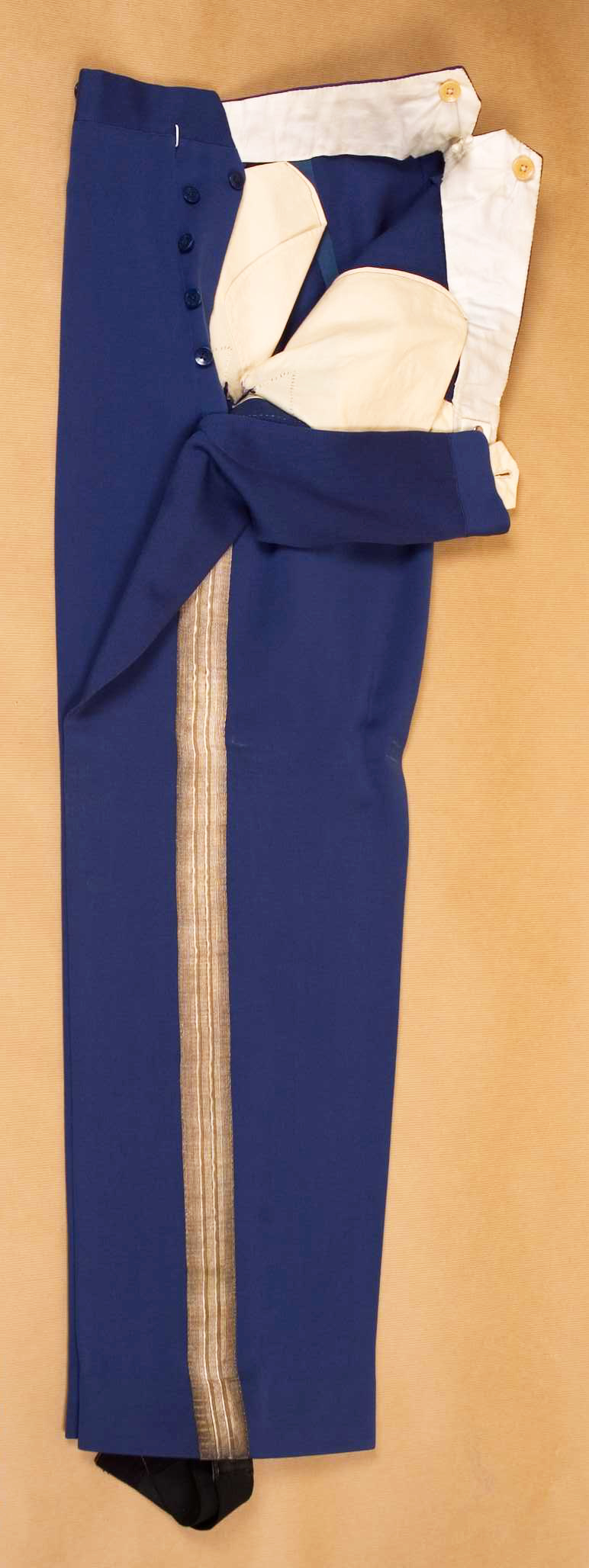
Långbyxor m/1895 för officer vid Livregementet till häst (K 1) med 3,5 cm bred silvergalon.
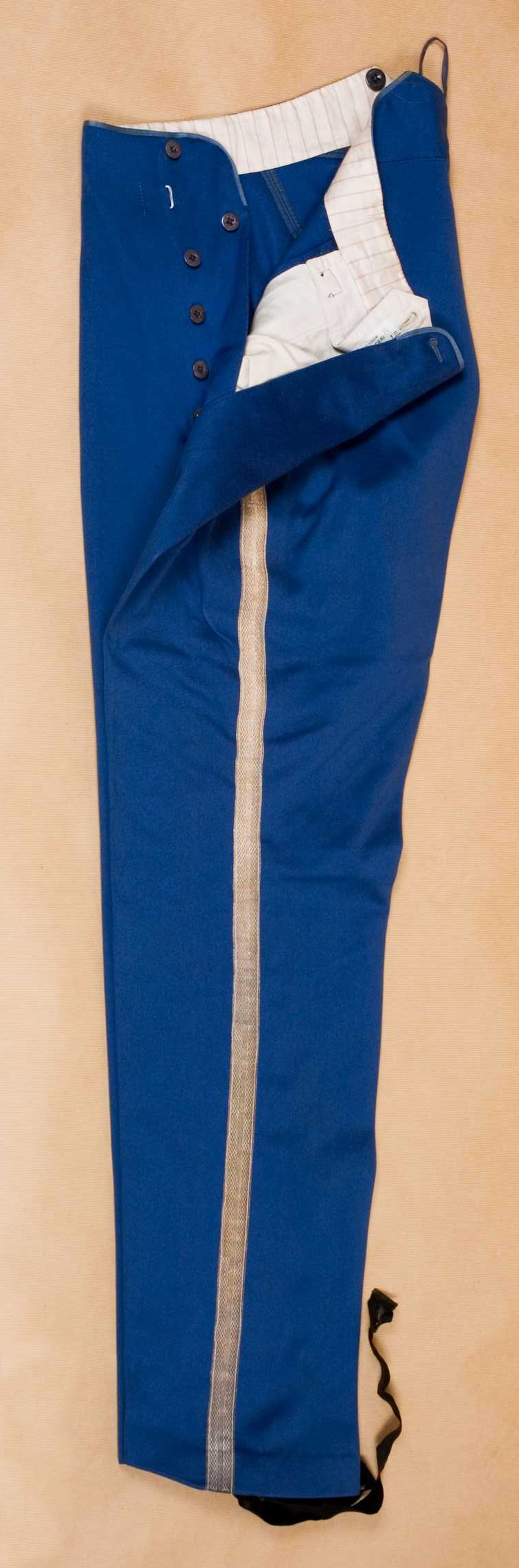
Långbyxor m/1895 för officer vid Livregementets dragoner (K 2) med 2 cm bred silvergalon.
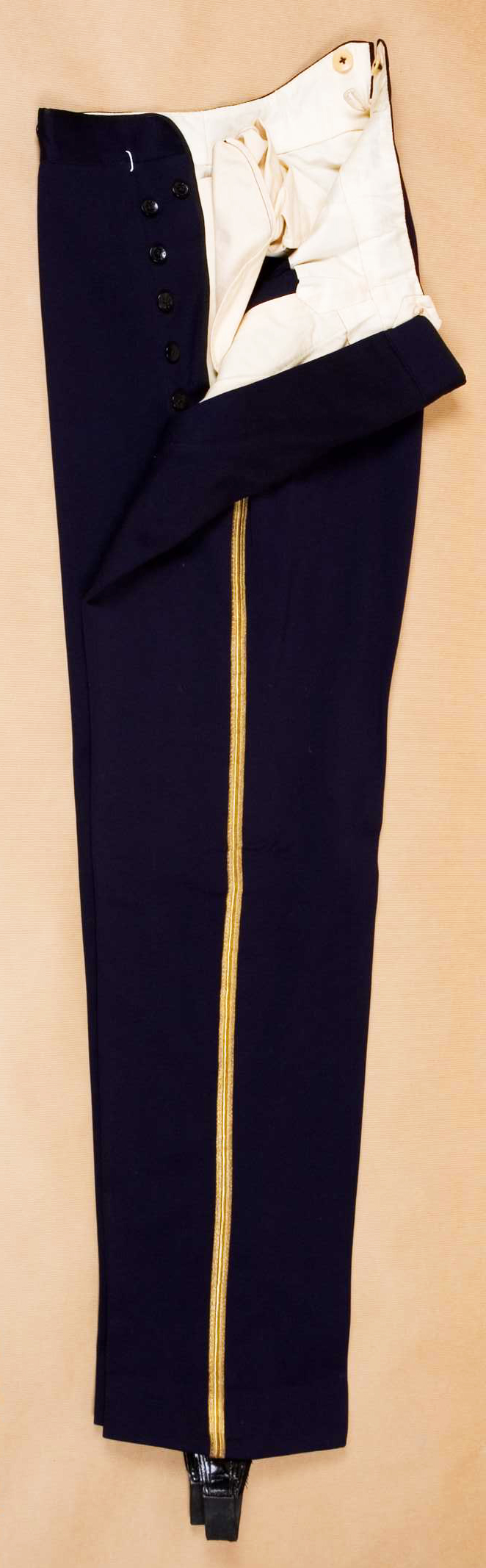
Långbyxor m/1895 för officer vid Skånska husarregementet (K 5), mörkblå med en 1 cm bred guldgalon. Användes till dolma m/1895.
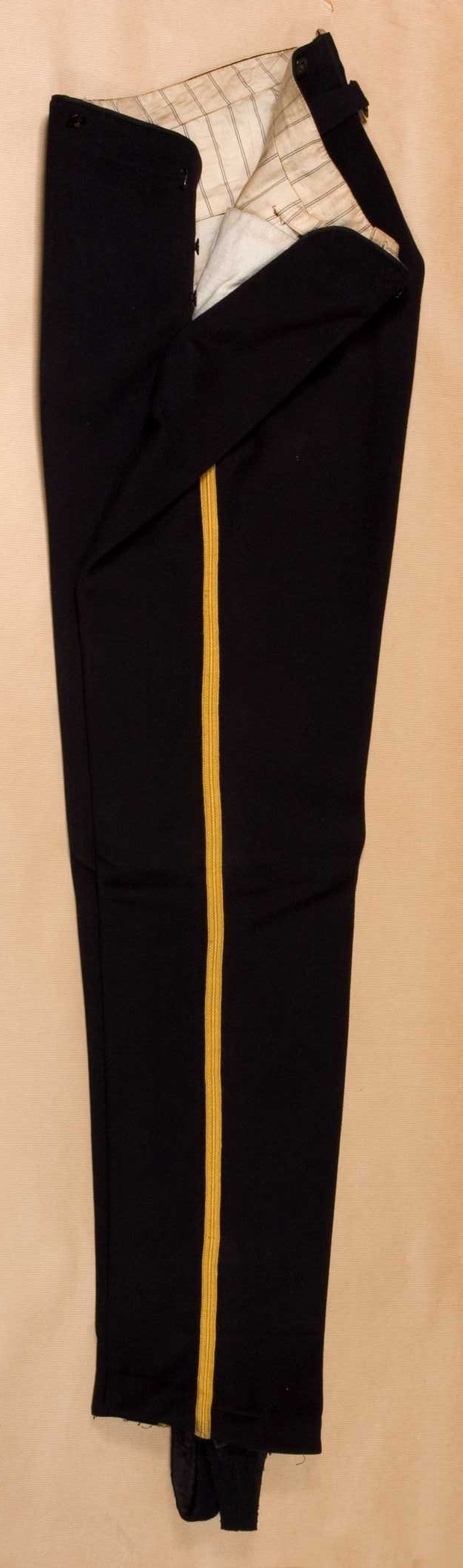
Långbyxor m/1895 för manskap vid Kronprinsens husarregemente (K 7). Mörkblå med en 1 cm bred gul revär. Användes till dolma m/1895.
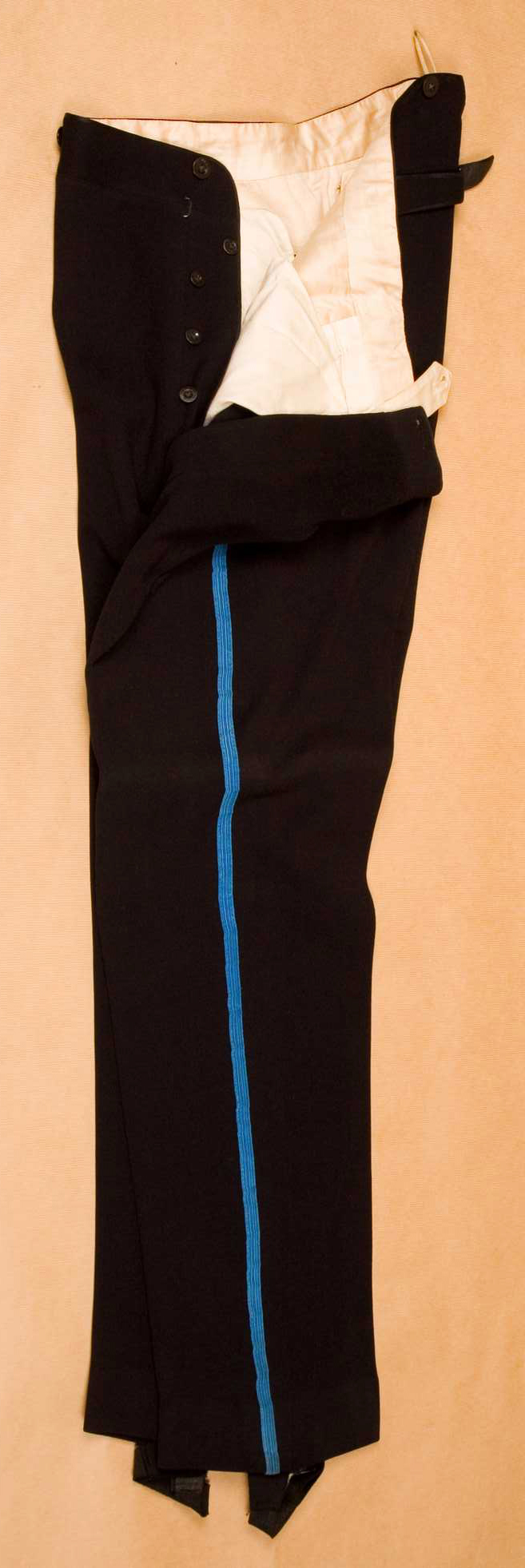
Långbyxor m/1895 för officer vid trängen.